# Poa laxa ssp. banffiana
Poa laxa ssp. banffiana là một phân loài cỏ trong họ hòa thảo, thuộc chi poa.